# Frankonija
Frankonija (njem. Franken) je njemačka povijesna i jezična regija koja obuhvaća sjeverne dijelove današnje Bavarske i oblasti koje se s njom graniče ne zapadu u Baden-Württemberg. Ime je preživjelo u nazivima upravnih regija Donje Frankonije, Središnje Frankonije i Gornje Frankonije ali se prvobitna regija protezala dalje na zapad do Speyera, Mainza i Wormsa. Većina stanovnika današnje frankonije govori jugoistočno frankonski njemački.
Frankonija je bila jedno od pet matičnih vojvodstava koja su krajem 9. i početkom 10. stoljeća formirala Sveto Rimsko Carstvo.